# Atlético Tecomán
El Club Deportivo Atlético Tecomán era un equipo de fútbol profesional con sede en la ciudad de Tecomán, Colima. Jugó en la Tercera División de México, sin embargo a lo largo de su historia participó en otras categorías como la Segunda y la Segunda B.

## Historia
Los orígenes del club se remontan a 1978, cuando se funda el equipo Estudiantes de Tecomán, el cual era administrado por el Instituto Autónomo de Educación de Tecomán AC (IAETAC), en la Temporada 1982-83 se consiguió el primer título profesional del equipo al proclamarse campeón de la Tercera División. Tras este evento el equipo comenzó su mejor época en el fútbol profesional, teniendo la mejor en la temporada 1985-86 cuando fue el tercer mejor equipo de la Segunda División y se quedó cerca de jugar la final por el ascenso al máximo circuito, debido a su desempeño se convirtió en el equipo más importante del Estado de Colima durante la década de los 80s y parte de los 90s, hasta que en 1992 perdió la categoría y bajó a la Segunda División "B", regresando al circuito de plata un año después. En 1994 el equipo no fue considerado para participar en la nueva Primera División 'A', por lo que perdió su lugar en la segunda categoría del fútbol mexicano y pasó a formar parte de la Segunda y Tercera División.
En la década del 2000, el equipo cambia de administración y pasa a ser llamado Atlético Tecomán, denominación con la que llegó el segundo título del club, el cual fue conseguido en el Clausura 2004. Estos dos títulos lo convierten en uno de los equipos más ganadores de la Tercera División junto con el Atlético Cihuatlán y el Club Manzanillo.
A lo largo de su historia el equipo ha sido conocido como Estudiantes de Tecomán, Tecomán Fútbol Club y Atlético Tecomán, con la segunda denominación jugó el conjunto que participó en la Liga de Nuevos Talentos durante la temporada futbolística 2015-16, terminando los torneos de Apertura 2015 y Clausura 2016 en la posición 11 del Grupo 1, al terminar el ciclo volvería a enfocarse únicamente en su equipo de Tercera División. 
El 13 de junio de 2019 se anunció el préstamo de la franquicia al equipo Rojos de Colima, posteriormente llamado Atlético Manzanillo, para la temporada 2019-20. Por otro lado, en el mismo momento también se dio a conocer la venta de la franquicia e instalaciones del equipo, lo que significó su desaparición.
Para la temporada 2020-2021 el equipo regresó a jugar como Atlético Tecomán debido a que no se consiguió la venta de la franquicia, dejando de competir una vez terminado ese ciclo futbolístico.

## Palmarés
- Tercera División de México (2): 1982-1983, Clausura 2004.

## Temporadas
| Temporada | División           | Posición                    |
| --------- | ------------------ | --------------------------- |
| 2014/2015 | 5.Tercera          | 4o. G X (Treintaidosavos)   |
| 2015/2016 | 5.Tercera          | 11o. Grupo X                |
| 2016/2017 | 5.Tercera          | 6o. Grupo X (Diesiseisavos) |
| 2017/2018 | 5.Tercera División | 2o. G X (Treintaidosavos)   |
| 2018/2019 | 5.Tercera División | 2o. G X (Treintaidosavos)   |
| 2019/2020 | 5.Tercera División | 14o. G X *                  |
| 2020/2021 | 5.Tercera División | 13o. G X                    |

* Torneo disputado con la franquicia a préstamo, oficialmente jugó como Atlético Tecomán aunque en la práctica fue Atlético Manzanillo y Real Colima